# Al-Kuwait SC
L'Al-Kuwait SC (àrab: نادي الكويت الرياضي, Nādī al-Kuwayt ar-Riyāḍī, ‘Club Esportiu al-Kuwayt’) és un club de futbol de la ciutat d'Al-Kuwait, al districte de Keifan de Kuwait. Va ser fundat el 1960.

## Palmarès
- Lliga kuwaitiana de futbol:[2]
  - 1964–65, 1967–68, 1971–72, 1973–74, 1976–77, 1978-79, 2000–01, 2005–06, 2006–07, 2007–08, 2012–13, 2014–15, 2016–17, 2017–18, 2018-19, 2019–20, 2021–22, 2022–23, 2023–24
- Copa de l'Emir kuwaitiana de futbol:[3]
  - 1976, 1977, 1978, 1980, 1985, 1987, 1988, 2002, 2009, 2013–14, 2015–16, 2016–17, 2017–18
- Copa de la Corona kuwaitiana de futbol:[3]
  - 1994, 2003, 2008, 2010, 2011, 2016–17
- Copa Al Kurafi:[3]
  - 2005
- Copa Federació kuwaitiana de futbol:[3]
  - 1977–78, 1991–92, 2009–10, 2011–12, 2014–15
- Supercopa kuwaitiana de futbol:[3]
  - 2010, 2015, 2016, 2017
- Copa de l'AFC de futbol:
  - 2009, 2012, 2013